# طفاشة متوسعة
الطفاشة المتوسعة أو سلحفاة النهر المتوسعة (الاسم العلمي:Podocnemis expansa) (بالإنجليزية: Arrau turtle)‏ هي نوع من السلاحف تتبع جنس الطفاشة من فصيلة الطفاشيات.